# Galatasaray Spor Kulübü (voleibol feminino)
O Galatasaray HDI Sigorta é um time turco de voleibol feminino da cidade de Istambul. Atualmente disputa o Campeonato Turco

## Resultados obtidos nas principais competições
Alcunhas utilizadas:
- Galatasaray (1922-2010);
- Galatasaray Medical Park (2010-2011);
- Galatasaray (2011-2012);
- Galatasaray Daikin (2012-2016);
- Galatasaray (2016-2019);
- Galatasaray HDI Sigorta (2019-presente).

### Títulos conquistados
Liga de Istambul de Voleibol Feminino (Competição extinta)
- Campeão: 1959-60, 1961-62, 1962-63, 1963-64, 1964-65, 1965-66, 1977-78[1]

 Campeonato Nacional Turco de Voleibol Feminino (Competição extinta)
- Campeão:1961, 1962, 1963, 1964 e 1966[1]

Outros resultados:
 Campeonato Turco
- Vice-campeão:1987-88, 1988-89, 2017[1]
- Terceiro lugar:1989-90, 2000-01 e 2012-13[1]

 Copa da Turquia
- Vice-campeão: 2011-12
- Terceiro lugar:2012-13

 Supercopa Turca
- Vice-campeão: 2011-12

 Liga dos Campeões da Europa
- Quarto lugar: 2012-13[2] e 2017-18[3]

 Copa CEV
- Vice-campeão: 2011-12[4] e 2015-2016[5]

 Challenge Cup
- Vice-campeão: 2009-10[6]
- Terceiro lugar:1996-97[7]

## Elenco atual
Elenco do Galatasaray Spor Kulübü para a temporada 2021–22:
| N° | Nome                  | Posição     | Nascimento                       | Altura (cm) | Nacionalidade |
| -- | --------------------- | ----------- | -------------------------------- | ----------- | ------------- |
| 1  | Anthi Vasilantonaki   | Ponta       | 9 de abril de 1996 (28 anos)     | 197         | Grécia        |
| 2  | İlkin Aydın           | Ponta       | 5 de janeiro de 2000 (25 anos)   | 183         | Turquia       |
| 3  | Gizem Güreşen         | Líbero      | 14 de janeiro de 1987 (38 anos)  | 178         | Turquia       |
| 4  | Beren Yeşilırmak      | Oposta      | 1 de junho de 2005 (19 anos)     | 177         | Turquia       |
| 6  | Esra Demirkıran       | Ponta       | 1 de janeiro de 2004 (21 anos)   |             | Turquia       |
| 7  | Fatma Beyaz           | Central     | 16 de abril de 1995 (29 anos)    | 186         | Turquia       |
| 9  | Sasa Planinšec        | Central     | 2 de junho de 1995 (29 anos)     | 185         | Eslovênia     |
| 10 | Sude Hacımustafaoğlu  | Ponta       | 25 de março de 2002 (22 anos)    | 180         | Turquia       |
| 11 | Nilay Karaağaç        | Levantadora | 24 de outubro de 1985 (39 anos)  | 179         | Turquia       |
| 12 | Bihter Dumanoğlu      | Oposta      | 3 de fevereiro de 1995 (30 anos) | 175         | Turquia       |
| 13 | Zeynep Sude Demirel   | Central     | 27 de novembro de 2000 (24 anos) | 198         | Turquia       |
| 14 | Alexia Ioana Căruțașu | Oposta      | 10 de junho de 2003 (21 anos)    | 188         | Roménia       |
| 17 | Su Zent               | Central     | 25 de março de 1996 (28 anos)    | 185         | Turquia       |
| 18 | Gamze Alikaya         | Levantadora | 1 de janeiro de 1993 (32 anos)   | 179         | Turquia       |

Atualizado em janeiro de 2022.